# Chengde
Chengde, vroeger ook bekend als Jehol en Rehe, is een stad in de noordoostelijke provincie Hebei, ongeveer 200 kilometer ten noorden van Peking. Bevolkingsaantal in 2001 was ca. 700.000. De stadsprefectuur heeft 3,6 miljoen inwoners.
Tijdens de Republiek China (1912-1949) was Chengde de hoofdstad van de provincie Rehe. Van 1933 tot 1945 stond de stad onder Japanse controle als een deel van de vazalstaat Mantsjoekwo. Na de Tweede Wereldoorlog viel de stad korte tijd onder de Kwomintang, maar in 1948 nam het Volksbevrijdingsleger de stad in. Het bleef deel van Rehe uitmaken tot 1955, toen de provincie werd afgeschaft en de stad opging in Hebei.
De stad is het meest bekend als de zomerresidentie van de keizers uit de vroege Qing-dynastie. Zij lieten hier in de 18e eeuw een toevluchtsoord in de bergen bouwen, omringd door muren. Het werd voorzien van parken met meertjes, pagodes en paleizen. Buiten deze muren liggen de acht buitenste tempels. Deze zijn gebouwd in architectuurstijlen uit heel China. De meest indrukwekkende reproductie is de Putuo Zongcheng, gebouwd naar het voorbeeld van de Potala in Lhasa, Tibet. Het toevluchtsoord in de bergen en de buitenste tempels zijn een UNESCO Werelderfgoed sinds 1994.

## Geboren
- Cai Yalin (1977), schutter